# Castorama (ciclismo)
La Castorama, precedentemente conosciuta come Gitane, Renault e Système U, era una squadra maschile francese di ciclismo su strada, attiva tra i professionisti dal 1974 al 1995.
Visse il momento di maggior notorietà tra il 1978 e il 1984, nel periodo di sponsorizzazione della Renault, quando Bernard Hinault e Laurent Fignon vinsero sei Tour de France, quattro il primo e due il secondo, nell'arco di sette anni.

## Storia

### 1974-1977: Sonolor e Gitane

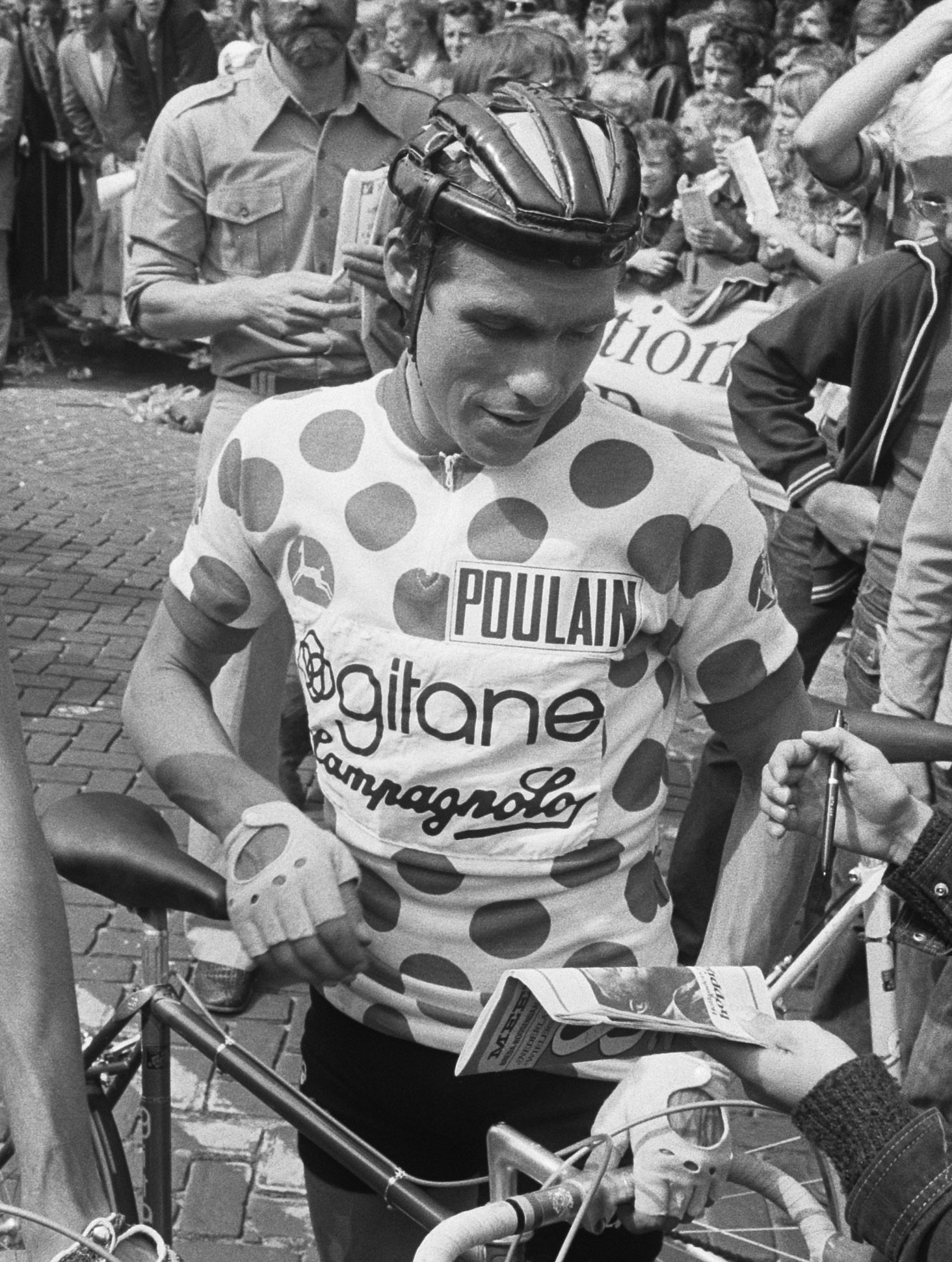
Lucien Van Impe in maglia a pois nel 1975

Il team nasce nel 1974 sotto la denominazione "Sonolor-Gitane" in seguito alla fusione tra altre due squadre francesi, la Gitane-Frigécrème di André Desvages e la Sonolor di Jean Stablinski. Viene assunta una maglia giallo-rosso-bianco-blu, fusione dei colori Gitane (blu-bianco) e Sonolor (giallo-rosso), e bici Gitane; i corridori più rappresentativi sono i belgi Willy Teirlinck e Lucien Van Impe, provenienti entrambi dalla Sonolor (il capitano della Gitane Joop Zoetemelk passa invece alla Gan). Al primo anno la squadra ottiene l'ottavo posto al Tour de France con Mariano Martínez e alcune vittorie in gare francesi. Complici la crisi energetica e il conseguente incremento di vendite di biciclette, già nel 1975 Gitane aumenta gli investimenti sportivi, diventando primo sponsor della squadra, rinominata in Gitane-Campagnolo. Proprio nel 1975 Van Impe vince due tappe e la classifica scalatori al Tour de France; con il team fa inoltre il suo debutto da professionista il ventenne Bernard Hinault, che quell'anno vince la classifica finale del Circuit de la Sarthe.
Per il 1976 al posto di Stablinski viene nominato direttore sportivo il ventinovenne ex pro Cyrille Guimard, ritiratosi dalle corse l'anno prima per problemi fisici. È una stagione molto positiva: il capitano del team Van Impe ottiene infatti il trionfo più importante, aggiudicandosi la classifica generale del Tour de France dopo aver preso la maglia gialla con il successo nella tappa di Saint-Lary-Soulan. A fine anno Van Impe passa alla Lejeune-BP; con l'addio dell'esperto belga, è nel 1977 che il giovane Hinault comincia a mettersi in evidenza a livello internazionale: in stagione vince infatti la Gand-Wevelgem, la Liegi-Bastogne-Liegi, il Critérium du Dauphiné Libéré e il Grand Prix des Nations, mentre non viene convocato per il Tour de France (corsa in cui la Gitane vince comunque tre tappe).

### 1978-1985: Renault
Nel 1977 Gitane viene acquistata dalla casa automobilistica Renault: primo sponsor dal 1978 diventa proprio Renault, mentre come divisa da corsa viene assunta la famosa maglia gialla con strisce diagonali bianco-nere. Con il nuovo afflusso di capitali gli investimenti aumentano, al punto da poter considerare la Renault-Gitane (divenuta nel 1981 Renault-Elf, dal secondo sponsor, l'azienda petrolifera francese) di quegli anni come il primo vero "squadrone" del ciclismo moderno. Al primo anno in maglia Renault il ventitreenne Bernard Hinault, ormai affermatosi come capitano della squadra, conquista la Vuelta a España e, all'esordio nella corsa, il Tour de France, anche grazie a tre vittorie di tappa tra cui quella al terz'ultimo giorno, nella cronometro di Nancy; in stagione fa suoi anche il titolo nazionale e il Grand Prix des Nations.

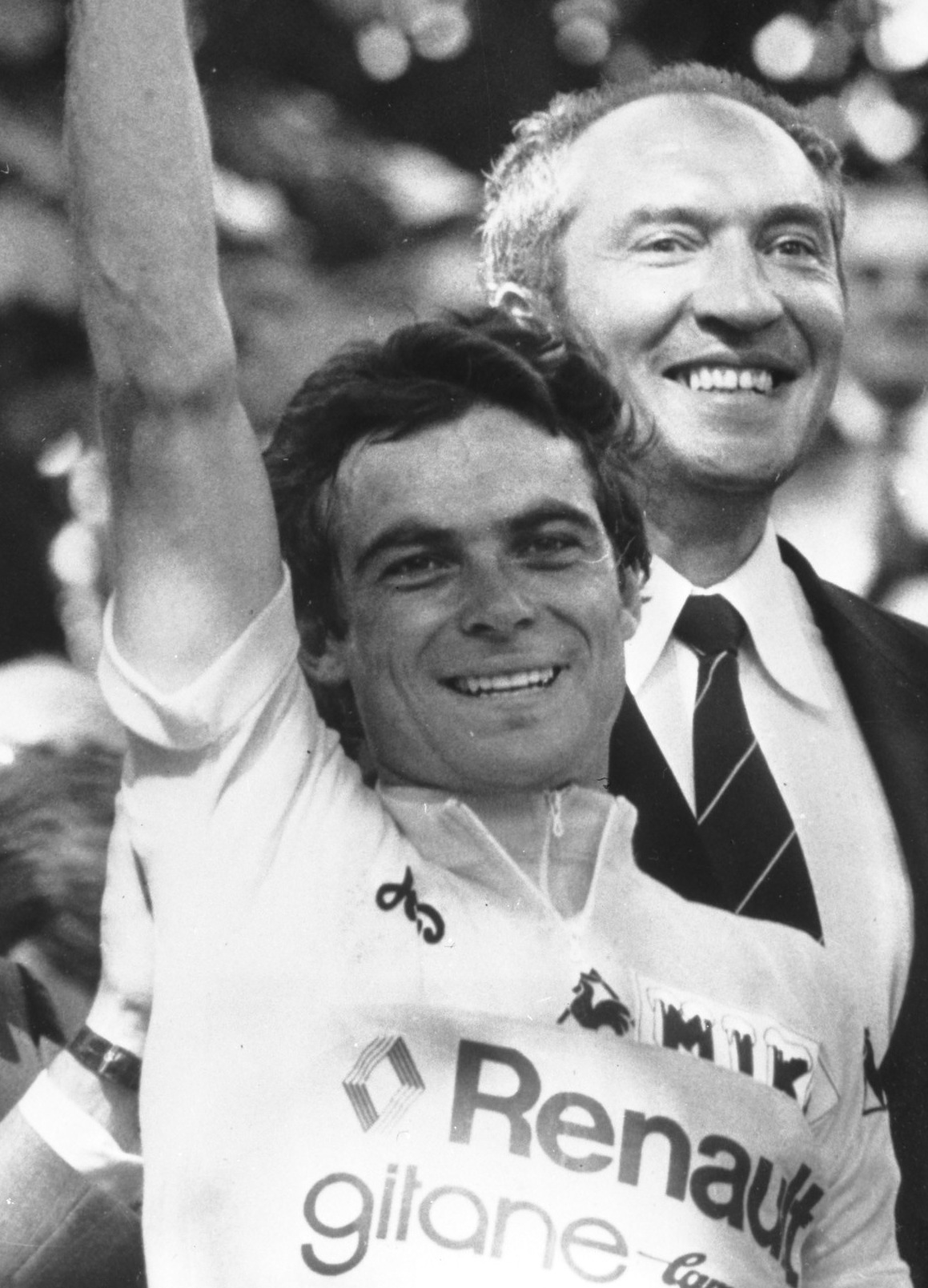
Bernard Hinault nel 1978

Tra il 1979 e il 1983 Hinault si afferma come il miglior ciclista al mondo, vincendo dal 1979 al 1982 il Super Prestige Pernod grazie a successi in tutte le tipologie di corsa. Nei Grandi Giri porta la Renault a trionfare al Tour de France anche nel 1979, nel 1981 e nel 1982 (si ritira invece nell'edizione 1980), nonché al Giro d'Italia nel 1980 e nel 1982, e alla Vuelta a España ancora nel 1983. Vince inoltre classiche di ogni tipo: nel 1979 la Freccia Vallone e il Giro di Lombardia, nel 1980 la Liegi-Bastogne-Liegi, nel 1981 la Parigi-Roubaix e l'Amstel Gold Race, nel 1983 ancora la Freccia Vallone. In maglia Renault si impone infine anche in brevi corse a tappe (Critérium du Dauphiné Libéré nel 1979 e nel 1981, Tour de Romandie nel 1980) e a cronometro (Grand Prix des Nations nel 1979 e nel 1982). Ad affiancare Hinault debuttano in squadra, nello stesso periodo, giovani corridori soprattutto francesi, come Marc Madiot, Charly Mottet e Laurent Fignon, ma non solo: Jonathan Boyer diventa nel 1981 il primo statunitense a partecipare al Tour de France; sempre nel 1981 passa professionista con la Renault un altro statunitense, il ventenne Greg LeMond, che di lì a pochi anni avrebbe trionfato per tre volte, seppur con altri team, alla Grande Boucle.
Nel luglio 1983 il riacutizzarsi della tendinite al ginocchio costringe Hinault a saltare il Tour de France; il forfait del bretone costringe Guimard a schierare una Renault priva di leader per la Grande Boucle di quell'anno. Dell'occasione ne approfitta il giovane Laurent Fignon, professionista solo dal 1982, che dopo aver guadagnato la maglia gialla all'Alpe d'Huez, vince inaspettatamente la corsa francese con più di 4 minuti sul secondo, Ángel Arroyo. L'altro protagonista Renault dell'anno è LeMond: oltre a vincere il Critérium du Dauphiné Libéré, il californiano conclude secondo al Grand Prix des Nations e al Giro di Lombardia, riuscendo a vincere (anche grazie al titolo iridato) la classifica del Super Prestige Pernod.
All'inizio del 1984 Hinault lascia la squadra per unirsi, dietro ricco compenso, alla La Vie Claire del manager Bernard Tapie. Nonostante l'addio del campione bretone, al Tour de France 1984 la Renault-Elf è grande protagonista: i suoi ciclisti vincono dieci tappe su 24, compresa la cronometro a squadre, e la maglia gialla è loro appannaggio per ben 19 giorni; a questo si aggiunge il primo posto finale nella generale di Fignon, vincitore lui stesso di 5 frazioni, e il terzo di Greg LeMond, che fa sua anche la maglia bianca di miglior giovane. Dopo il Tour di quell'anno anche LeMond viene contattato da Tapie, che gli offre il primo contratto da un milione di dollari per raggiungere Hinault alla La Vie Claire: LeMond accetta. Nel 1985 la squadra è perciò costruita intorno a Fignon, Mottet e Madiot; Fignon, dopo alcune vittorie primaverili e il terzo posto alla Freccia Vallone, è costretto a operarsi al tendine d'Achille a causa di un'infiammazione, perdendo tutta la stagione. Successi arrivano alla Parigi-Roubaix con Madiot e al Grand Prix des Nations con Mottet.

### 1986-1989: Système U e Super U

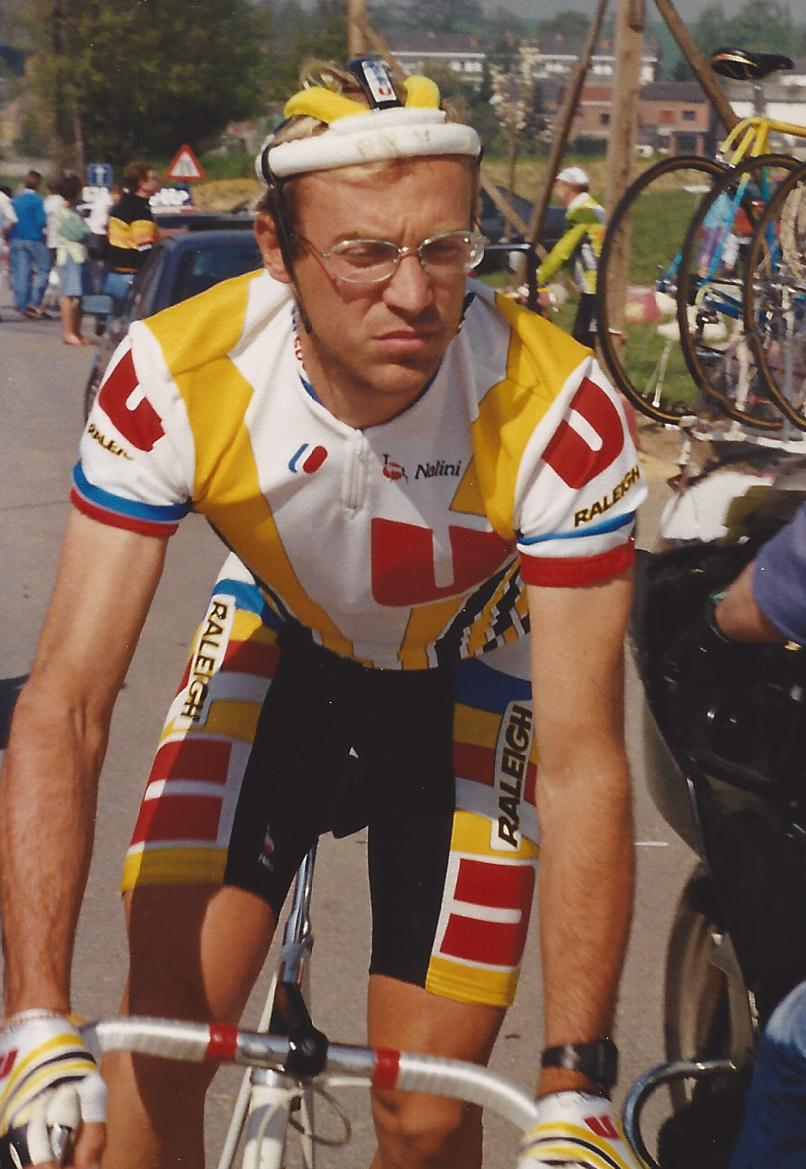
Laurent Fignon nel 1989

Nell'estate 1985, con la recessione in atto in Europa e la crisi del gruppo, il direttore generale di Régie Renault Georges Besse annuncia un piano di drastica riduzione dei costi e taglio di 21 000 dipendenti per il biennio 1985-1986. in seguito al ritiro della Renault, la squadra scomparve dal gruppo professionistico al termine della sua ottava stagione. Cyrille Guimard continua comunque l'avventura, in compagnia di Laurent Fignon, creando il team Système U-Gitane.  Una delle conseguenze è l'uscita di Renault dal mondo del ciclismo: la squadra di Guimard, una delle più ricche dell'epoca, aveva infatti un budget di 15 milioni di franchi, giudicato non più sostenibile. Per il 1986 Guimard riesce comunque a trovare un nuovo sponsor, la catena di supermercati Système U. In stagione il team ottiene la vittoria della Freccia Vallone con un redivivo Fignon e il titolo francese con Madiot, mentre al Tour de France, nonostante un buon avvio e la vittoria della cronosquadre, il ritiro di Fignon compromette le velleità di classifica (Madiot chiude decimo). L'anno dopo Mottet vince il Critérium du Dauphiné Libéré e conclude quarto al Tour de France; nella stessa Grande Boucle Fignon è settimo, vincendo anche una tappa.
Nel 1988 Fignon apre la stagione con un'inattesa vittoria alla Milano-Sanremo, ma al Tour de France si ritira nuovamente; altri risultati di prestigio arrivano anche da Charly Mottet, trionfatore al Grand Prix des Nations e al Giro di Lombardia. È l'ultima stagione di partnership con le biciclette Gitane: al marchio francese succede dal 1989 la britannica Raleigh; la squadra cambia inoltre nome, diventando Super U-Raleigh. Il 1989 è una stagione di successi e di sconfitte. Fignon vince in solitaria la sua terza Milano-Sanremo e si impone poi nella classifica finale del Giro d'Italia dopo aver preso la maglia rosa nella tappa di Corvara in Badia; al Tour de France va invece incontro a un amaro secondo posto finale, al termine di un lungo duello con l'ex compagno LeMond, perdendo la maglia gialla per soli 8" nella cronometro di Parigi.

## Cronistoria

### Annuario
| Anno | Codice | Nome                      | Cat. | Biciclette      | Dirigenza                                                                                    |
| ---- | ------ | ------------------------- | ---- | --------------- | -------------------------------------------------------------------------------------------- |
| 1974 | -      | Sonolor-Gitane            | -    | Gitane          | Dir. sportivi: Jean Stablinski, André Desvages                                               |
| 1975 | -      | Gitane-Campagnolo         | -    | Gitane          | Dir. sportivi: Jean Stablinski                                                               |
| 1976 | -      | Gitane-Campagnolo         | -    | Gitane          | Dir. sportivi: Cyrille Guimard, Maurice Champion                                             |
| 1977 | -      | Gitane-Campagnolo         | -    | Gitane          | Dir. sportivi: Cyrille Guimard, Maurice Champion                                             |
| 1978 | -      | Renault-Gitane-Campagnolo | -    | Gitane          | Dir. sportivi: Cyrille Guimard, Maurice Champion, Marcel Boishardy                           |
| 1979 | -      | Renault-Gitane-Campagnolo | -    | Gitane          | Dir. sportivi: Cyrille Guimard, Maurice Champion                                             |
| 1980 | -      | Renault-Gitane-Campagnolo | -    | Gitane          | Dir. sportivi: Cyrille Guimard, Maurice Champion                                             |
| 1981 | -      | Renault-Elf-Gitane        | -    | Gitane          | Dir. sportivi: Cyrille Guimard, Maurice Champion                                             |
| 1982 | -      | Renault-Elf-Gitane        | -    | Gitane          | Dir. sportivi: Cyrille Guimard, Bernard Quilfen, Maurice Champion                            |
| 1983 | -      | Renault-Elf-Gitane        | -    | Gitane          | Dir. sportivi: Cyrille Guimard, Bernard Quilfen, Maurice Champion                            |
| 1984 | -      | Renault-Elf               | -    | Gitane          | Dir. sportivi: Cyrille Guimard, Bernard Quilfen, Maurice Champion                            |
| 1985 | -      | Renault-Elf               | -    | Gitane          | Dir. sportivi: Cyrille Guimard, Bernard Quilfen, Maurice Champion                            |
| 1986 | -      | Système U-Gitane          | -    | Gitane          | Dir. sportivi: Cyrille Guimard, Bernard Quilfen                                              |
| 1987 | -      | Système U                 | -    | Gitane          | Dir. sportivi: Cyrille Guimard, Jacques Cadiou, Bernard Quilfen                              |
| 1988 | -      | Système U                 | -    | Gitane          | Dir. sportivi: Cyrille Guimard, Jacques Cadiou, Bernard Quilfen                              |
| 1989 | -      | Super U-Raleigh-Fiat      | -    | Raleigh         | Dir. sportivi: Cyrille Guimard, Jacques Cadiou, Bernard Quilfen                              |
| 1990 | CAS    | Castorama-Raleigh         | -    | Raleigh         | Dir. sportivi: Cyrille Guimard, Jacques Cadiou, Bernard Quilfen                              |
| 1991 | CAS    | Castorama-Raleigh         | -    | Raleigh         | Dir. sportivi: Cyrille Guimard, Pascal Dubois, Bernard Quilfen                               |
| 1992 | CAS    | Castorama                 | -    | Cyrille Guimard | Dir. sportivi: Cyrille Guimard, Pascal Dubois, Bernard Quilfen                               |
| 1993 | CAS    | Castorama                 | -    | Cyrille Guimard | Dir. sportivi: Cyrille Guimard, Pascal Dubois, Bernard Quilfen                               |
| 1994 | CAS    | Castorama                 | -    | Cyrille Guimard | Dir. sportivi: Cyrille Guimard, Pascal Dubois, Bernard Quilfen                               |
| 1995 | CAS    | Castorama                 | -    | Cyrille Guimard | Manager: Cyrille Guimard Dir. sportivi: Jean-René Bernaudeau, Pascal Dubois, Bernard Quilfen |

## Divise
| Renault (1978-1979) | Renault (1979-1983) | Renault (1983-1985) | Système U, Super U (1986-1989) | Castorama (1990-1992) | Castorama (1995) |

## Palmarès

### Grandi Giri
- Giro d'Italia

Partecipazioni: 10 (1980, 1982, 1984, 1989, 1990, 1991, 1992, 1993, 1994, 1995)
Vittorie di tappa: 17
1980: 3 (Bertin, Hinault, Bernaudeau)
1982: 6 (4 Hinault, cronosquadre, Becaas)
1984: 3 (cronosquadre, Gayant, Fignon)
1989: 2 (Bjarne Riis, Laurent Fignon)
1992: 2 (Thierry Marie, François Simon)
1994: 1 (Armand de Las Cuevas)
Vittorie finali: 3
1980 (Bernard Hinault)
1982 (Bernard Hinault)
1989 (Laurent Fignon)
Altre classifiche: 2
1984: Scalatori (Fignon), Giovani (Mottet)
- Tour de France

Partecipazioni: 21 (1975, 1976, 1977, 1978, 1979, 1980, 1981, 1982, 1983, 1984, 1985, 1986, 1987, 1988, 1989, 1990, 1991, 1992, 1993, 1994, 1995)
Vittorie di tappa: 58
1975: 2 (2 Lucien Van Impe)
1976: 2 (Lucien Van Impe, Willy Teirlinck)
1977: 3 (Villemiane, Quilfen, Fignon)
1978: 3 (3 Bernard Hinault)
1979: 8 (7 Hinault, Villemiane)
1980: 3 (3 Bernard Hinault)
1981: 5 (5 Bernard Hinault)
1982: 4 (4 Bernard Hinault)
1983: 3 (Gaigne, Chevallier, Fignon)
1984: 10 (5 Fignon, cronosquadre, M. Madiot, Jules, Poisson, Menthéour)
1986: 2 (Thierry Marie, cronosquadre)
1987: 3 (Lavainne, Gayant, Fignon)
1988: 1 (Thierry Marie)
1989: 2 (Vincent Barteau, Laurent Fignon)
1990: 1 (Thierry Marie)
1991: 2 (2 Thierry Marie)
1992: 2 (Dominique Arnould, Thierry Marie)
1994: 1 (Jacky Durand)
1995: 1 (Jacky Durand)
Vittorie finali: 7
1976 (Lucien Van Impe)
1978 (Bernard Hinault)
1979 (Bernard Hinault)
1981 (Bernard Hinault)
1982 (Bernard Hinault)
1983 (Laurent Fignon)
1984 (Laurent Fignon)
Altre classifiche: 5
1975: Scalatori (Lucien Van Impe)
1979: Punti (Hinault), Giovani (Bernaudeau)
1981: Combattività (Bernard Hinault)
1983: Giovani (Laurent Fignon)
1984: Giovani (Greg LeMond)
- Vuelta a España

Partecipazioni: 4 (1978, 1983, 1986, 1987)
Vittorie di tappa: 17
1978: 7 (5 Hinault, 2 Teirlinck)
1983: 5 (2 Hinault, Gaigne, Fignon, Poisson)
1986: 4 (2 Mottet, Marie, Bondue)
1987: 1 (Fignon)
Vittorie finali: 2
1978 (Bernard Hinault)
1983 (Bernard Hinault)
Altre classifiche: 0

### Classiche monumento
- Milano-Sanremo: 2

1988 (Laurent Fignon)
1989 (Laurent Fignon)
- Giro delle Fiandre: 1

1992 (Jacky Durand)
- Parigi-Roubaix: 2

1981 (Bernard Hinault)
1985 (Marc Madiot)
- Liegi-Bastogne-Liegi: 1

1980 (Bernard Hinault)
- Giro di Lombardia: 2

1979 (Bernard Hinault)
1988 (Charly Mottet)

### Campionati nazionali
Strada
- Campionati belgi: 1

In linea: 1975 (Willy Teirlinck)
- Campionati francesi: 12

In linea: 1978 (Hinault); 1979 (Berland); 1980 (Villemiane); 1984 (Fignon); 1986 (Y. Madiot); 1987 (M. Madiot), 1992 (Leblanc); 1993, 1994 (Durand)
Cronometro: 1995 (Thierry Marie)
- Campionati lussemburghesi: 3

In linea: 1978, 1979, 1980 (Lucien Didier)
Pista
- Campionati francesi: 4

Inseguimento: 1978 (Bossis); 1986 (Bondue); 1988 (Marie)
Chilometro: 1987 (Philippe Boyer)
Ciclocross
- Campionati francesi: 10

1982 (M. Madiot); 1983 (Gayant); 1984, 1985 (Y. Madiot); 1986 (Gayant); 1987 (Y. Madiot); 1988, 1990 (Lavainne); 1993, 1994 (D. Arnould)